# Jim Jefferies
Jim Jefferies, egentligen Geoffery James Nugent, född 14 february 1977 i Sydney är en australisk ståuppkomiker som framförallt är verksam i USA. Han kallade sig ursprungligen Jim Jeffries, men tog sig namnet Jim Jefferies för att slippa förväxlas med en annan medlem av förbundet Screen Actors Guild som hade ett namn snarlikt hans.

## Biografi
Jim Jefferies föddes i Sydney i Australien och gick gymnasiet på St Ives High School där. Han fick internationell uppmärksamhet första gången efter att ha attackerats på scenen i Manchester i England. Han har fått ytterligare uppmärksamhet i USA efter att ha fått göra ett entimmesuppträdande på tevekanalen HBO som kallades I swear to God.
Jim Jefferies har uppträtt på de flesta större komedifestivaler och varit med i nationell TV och radio även i England.
Han bodde i norra London i åtta år och flyttade sedan till Venice Beach i Los Angeles.

## DVD
- Contraband – 10 november 2008 (UK Home Video)
- I Swear to God –  13 oktober 2009 (US Home Video)
- Alcoholocaust – 8 november 2010 (Comedy Central UK DVD)